# 上州七日市駅
上州七日市駅（じょうしゅうなのかいちえき）は、群馬県富岡市七日市にある上信電鉄上信線の駅である。

## 歴史

### 年表

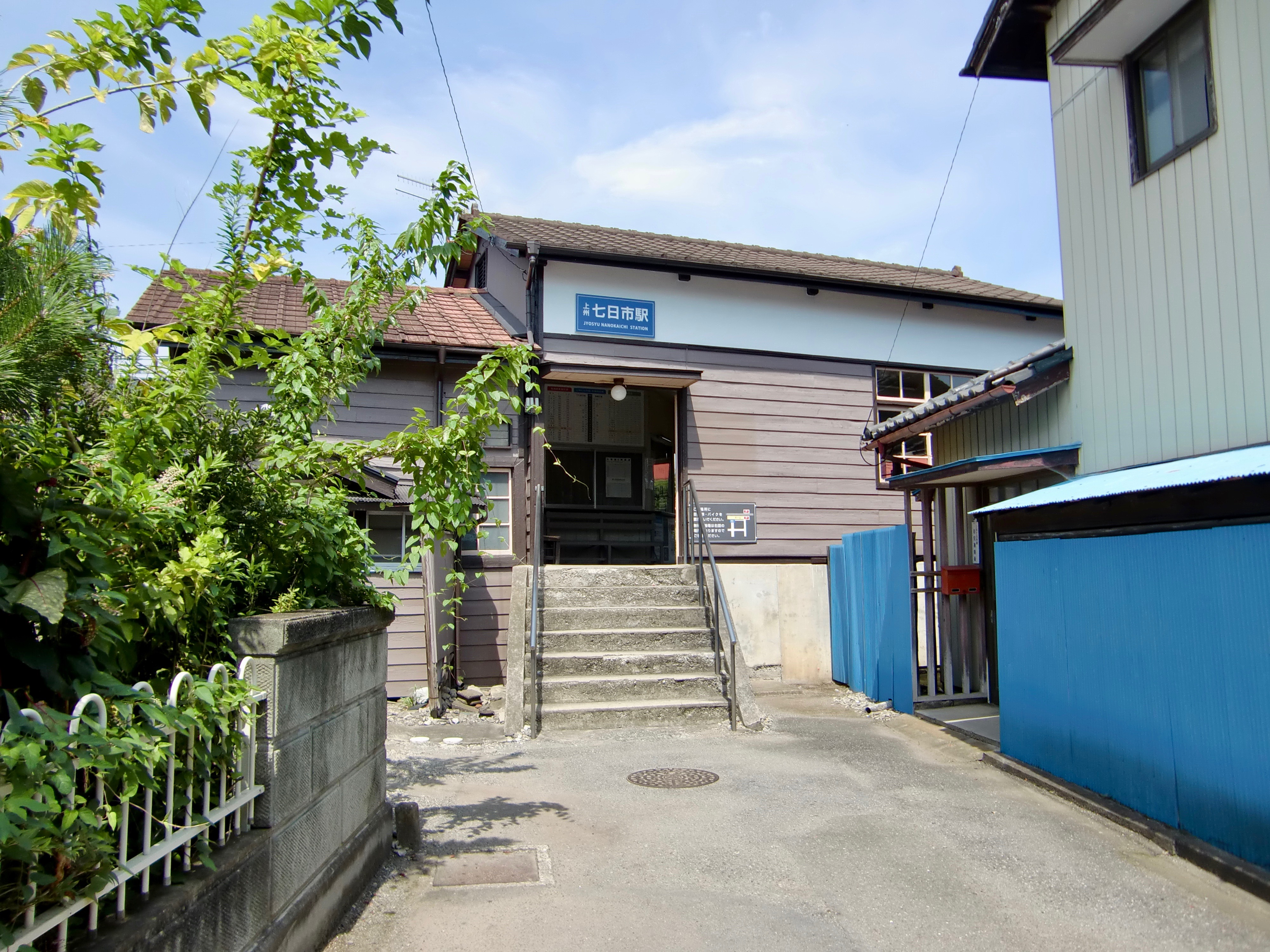
旧駅舎（2013年8月）

- 1912年（明治45年）4月25日：七日市駅として開業[1]。
- 1921年（大正10年）12月17日：上州七日市駅に改称。
- 2019年（令和元年）7月23日：駅舎改修工事および駅周辺整備事業完成[2]。

### 駅名の由来
前田利家の五男・前田利孝が立藩した旧七日市藩から。

## 駅構造

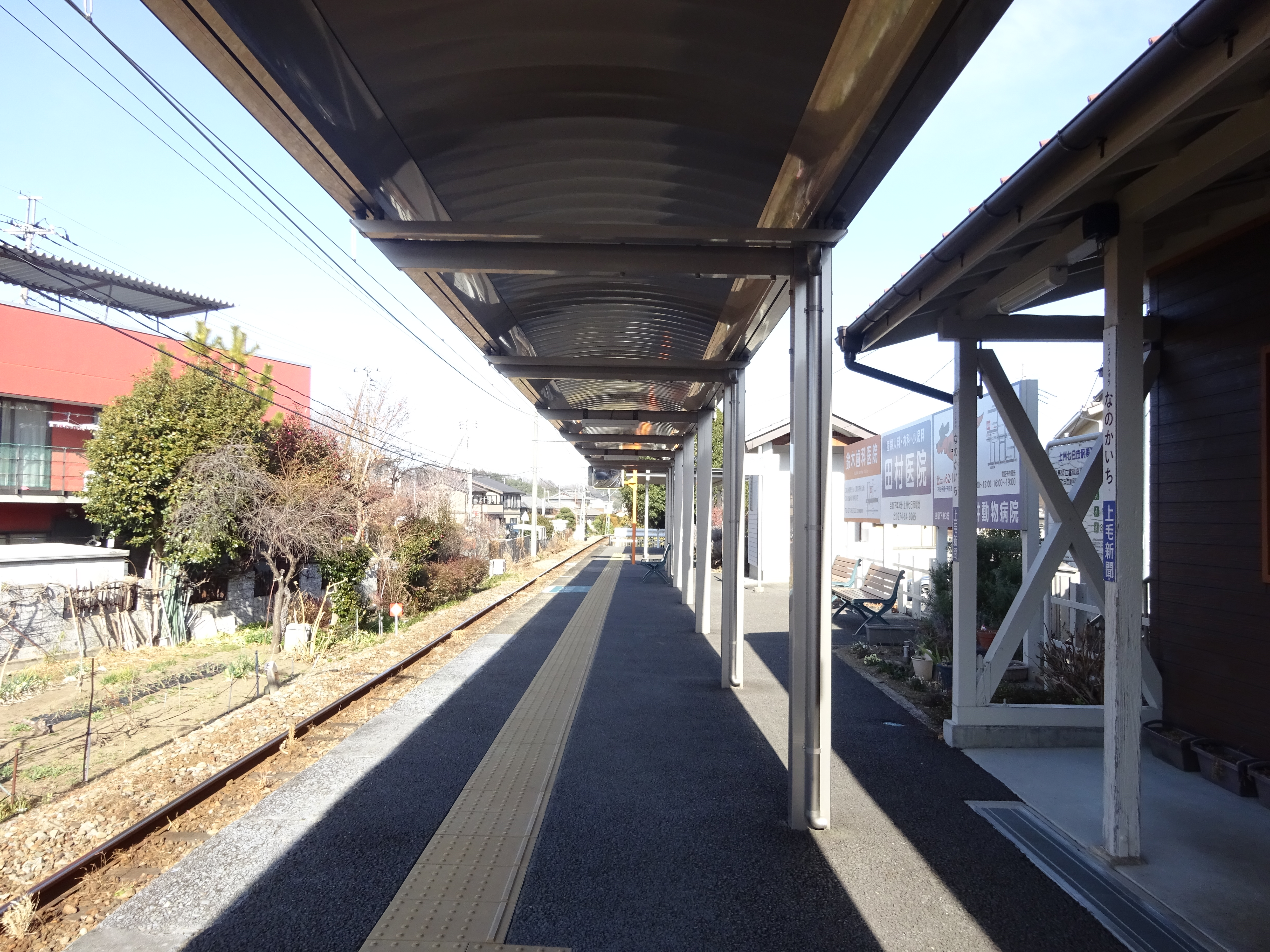
ホーム（2025年2月）

単式ホーム1面1線の地上駅で、木造駅舎を有する業務委託駅である。トイレは水洗式。

## 利用状況
1日の平均乗車人員は以下のとおりである。
| 年度 | 1日平均人数 |
| ---- | ----------- |
| 2007 | 267         |
| 2008 | 274         |
| 2009 | 287         |
| 2010 | 294         |
| 2011 | 296         |
| 2012 | 279         |
| 2013 | 243         |
| 2014 | 226         |
| 2015 | 213         |
| 2016 | 217         |
| 2017 | 208         |
| 2018 | 252         |
| 2019 | 257         |
| 2020 | 221         |
| 2021 | 245         |
| 2022 | 242         |

## 駅周辺
- 群馬県立富岡高等学校
- 公立七日市病院
- 旧七日市藩藩邸 - 富岡高等学校の敷地内に現存する。
- 国道254号（富岡バイパス） - ロードサイド店舗として、ヤマダデンキテックランドNew富岡店などが建つ。

## 隣の駅
上信電鉄
■上信線
西富岡駅 - 上州七日市駅 - 上州一ノ宮駅